# Lanton
Lanton é uma comuna francesa na região administrativa da Nova Aquitânia, no departamento da Gironda. Estende-se por uma área de 138,3 km². Em 2010 a comuna tinha 7 234 habitantes (densidade: 52,3 hab./km²).